# Verbesina alcabrerae
Verbesina alcabrerae là một loài thực vật có hoa trong họ Cúc. Loài này được Rzed. miêu tả khoa học đầu tiên năm 1980.